# Tadeusz Doktór

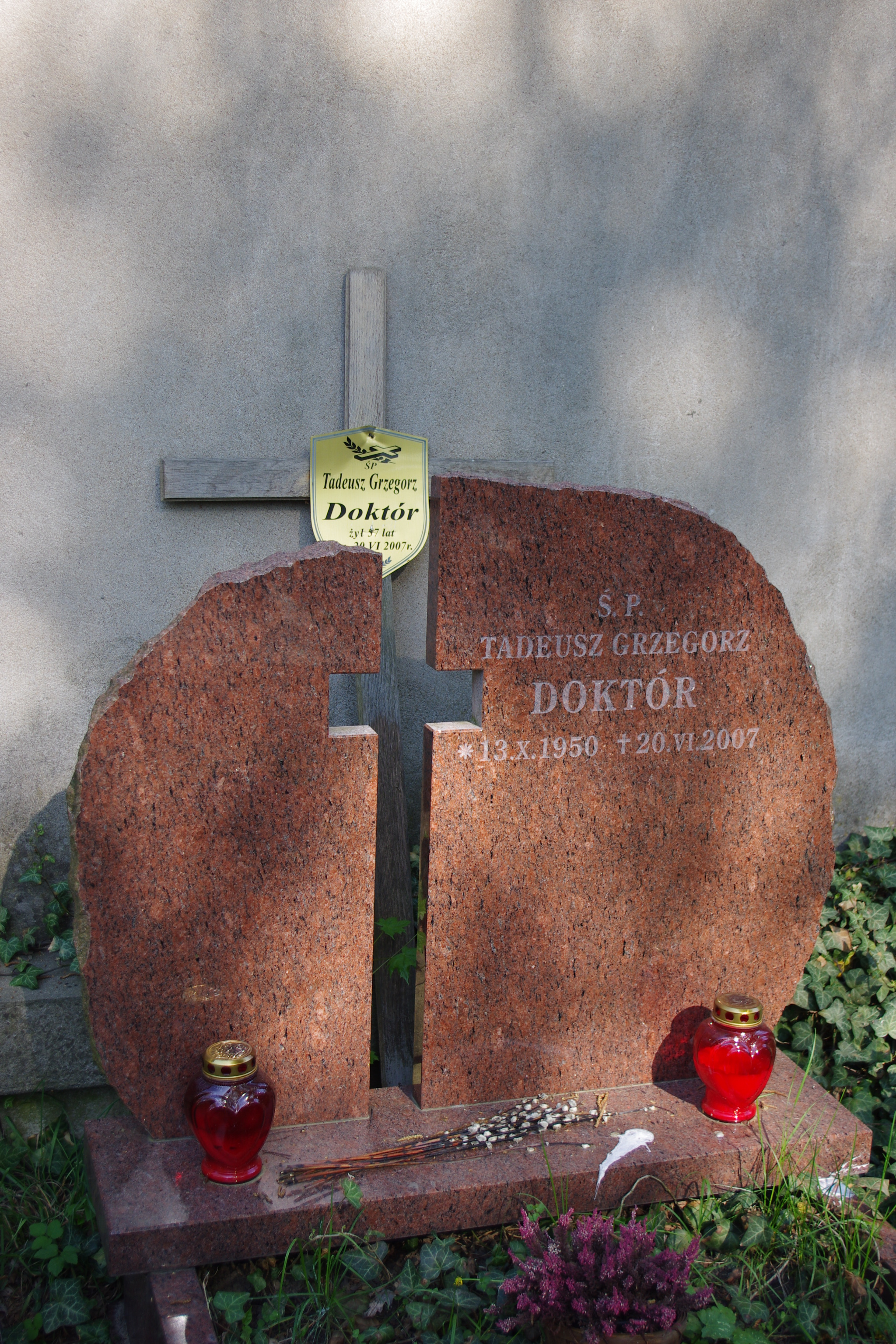
Grób Tadeusza Doktóra na Cmentarzu ewangelicko-reformowanym w Warszawie

Tadeusz Grzegorz Doktór (ur. 13 października 1950 w Warszawie, zm. 20 czerwca 2007) – polski psycholog i socjolog religii, ekspert w zakresie nowych ruchów i kultur religijnych, teoretyk astrologii, adiunkt w Instytucie Stosowanych Nauk Społecznych UW. Autor wielu książek popularnonaukowych. 
Absolwent Katolickiego Uniwersytetu Lubelskiego. Pracę doktorską pt. "Psychospołeczne uwarunkowania uczestnictwa w ruchach kultowych" obronił w 1988 na Uniwersytecie Warszawskim w Instytucie Psychologii. Habilitował się w 2004 na UW w zakresie socjologii na podstawie dzieła Innowacje religijne: Ruchy, uczestnicy, reakcje społeczne.
Pochowany na cmentarzu ewangelicko-reformowanym w Warszawie (kwatera 12-7-4).

## Wybrana bibliografia
- Spotkania z astrologią, Warszawa 1987
- Dzieci wodnika. Ruchy kultowe w Polsce (1988)
- Taiji. Medytacja w ruchu, Warszawa 1988
- Ruchy hinduistyczne i buddyjskie w Polsce, współaut. Paweł Karpowicz, Warszawa 1990
- Ruchy kultowe. Psychologiczna charakterystyka uczestników, Kraków 1991
- Orientalne techniki relaksu i medytacji, Warszawa 1993
- Pomiędzy medycyną a religią. Ruchy religijne i parareligijne w walce z uzależnieniami, Warszawa 1994
- Nowe ruchy religijne i parareligijne w Polsce. Mały Słownik, Warszawa 1999
- Pluralizm religijny i moralny w Polsce: raport z badań, współaut. Irena Borowik, Kraków 2001
- Innowacje religijne: ruchy, uczestnicy, reakcje społeczne, Olsztyn 2002